# Еврейское сопротивление в период Холокоста

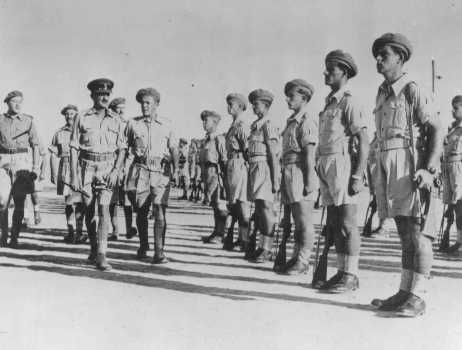
Командир Еврейской бригады и его солдаты в октябре 1944 года

Евре́йское сопротивле́ние в пери́од Холоко́ста (ивр. התנגדות יהודית בשואה‎) — организованное или спонтанное противостояние евреев политике нацистов, их союзников и коллаборационистов по преследованию и уничтожению евреев в период с 1933 по 1945 годы.
Сопротивление евреев проводилось в разных формах — как пассивных, так и активных: от духовного сопротивления до вооружённого отпора врагу.

## Пассивное сопротивление
Пассивное сопротивление было более распространено. Пассивными формами сопротивления были любые ненасильственные действия, которые содействовали выживанию евреев, вопреки планам нацистов. В частности, для противодействия планам массового умерщвления запертых в гетто евреев с помощью голода и болезней, в гетто нелегально доставлялись еда и медикаменты, поддерживалось насколько это возможно личная гигиена, создавались медицинские службы.
Одной из форм сопротивления были побеги. Евреи бежали с мест массового уничтожения, бежали из гетто и лагерей, скрываясь на оккупированной территории. В Европе евреи пытались бежать с территорий находившихся под контролем нацистов, например в Швейцарию, неоккупированную зону Франции (до ноября 1942 года), в Швецию, СССР и так далее. Из немецкой зоны оккупации Украины и Молдавии евреи бежали в румынскую зону, а также в Венгрию, где шанс спастись был значительно выше.
Другой формой сопротивления было самопожертвование. Например, когда в Даугавпилсе нацисты объявили что если не будет двух добровольцев для немедленной казни, то расстреляны будут все евреи, то двое раввинов сразу вышли вперед. В ряде случаев евреи, чтобы не попасть в руки палачей, кончали жизнь самоубийством. Известен ряд случаев коллективных акций, например самосожжение в Мозыре. Сюда же относится история девяносто трёх.
С самого начала оккупации евреи вынуждены были вести ежедневную борьбу за выживание. Большая часть пассивного сопротивления осуществлялась в повседневной и бытовой сфере. Например, в условиях, когда паёк узников не обеспечивал уровня физического выживания, важной задачей было добывание продуктов питания и нелегальная доставка их в гетто. Несмотря на требования немецких властей сообщать о каждом случае инфекционных заболеваний и запрет на беременность и роды, врачи замалчивали эту информацию, укрывая больных, рожениц и «незаконных» младенцев, несмотря на угрозу суровых наказаний. Важной частью жизни в гетто было культурное и духовное сопротивление, например, подпольные школы, совершение религиозных обрядов и т. п.
Кроме побегов для попыток спасения от облав и акций уничтожения использовались специально построенные укрытия, так называемые «малины» или бункеры. Немцы и коллаборационисты сжигали дома или взрывали их вместе с укрывшимися в малинах. Бункеры также использовались еврейскими подпольщиками для хранения оружия и других запасов.

## Активное сопротивление

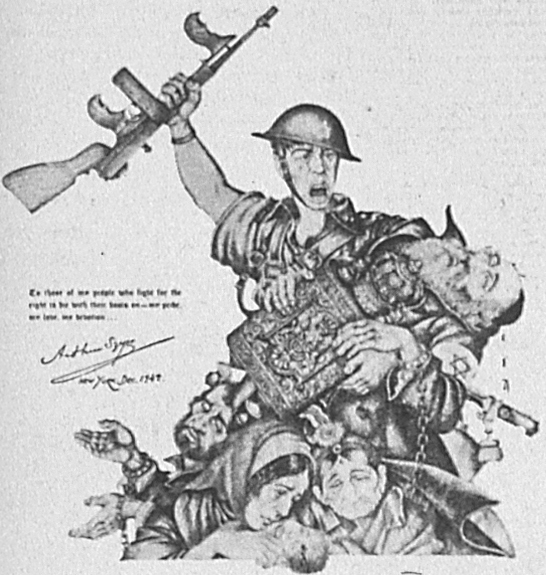
Артур Шик, рисунок еврейского солдата, поднимающегося из массы мертвых и умирающих; полностраничный призыв «Действие, а не жалость», The New York Times от 8 февраля 1943 года

Из активных форм сопротивления существовали: подготовка и организация побегов из гетто и концлагерей, переправка евреев в нейтральные страны, вооружённые восстания в гетто и концлагерях, участие в партизанской борьбе, диверсии и саботаж на немецких предприятиях.
Самой известной акцией сопротивления было восстание в Варшавском гетто. В крупнейшем еврейском партизанском отряде братьев Бельских к концу войны было 1230 человек.
Насильственное сопротивление нацистам непосредственно в гетто и концлагерях варьировалось от нападения безоружных или слабо вооружённых людей до тщательно продуманных и организованных восстаний. Единственным успешным восстанием в лагере смерти за весь период войны стало восстание в лагере Собибор под руководством Александра Печерского.

### Участие в подпольной и партизанской борьбе
Во многих гетто были созданы подпольные организации. В частности, в Минском гетто было создано несколько десятков подпольных групп общей численностью более 300 человек. Подпольщики публиковали антинацистские листовки, слушали радио союзников и распространяли эту информацию, добывали оружие и медикаменты, проводили диверсии и акции саботажа, переправляли узников в партизанские отряды. Известны случаи, когда евреи прятали в гетто подпольщиков, раненых красноармейцев и партизан.
Евреи принимали активное участие в антинацистском партизанском движении, особенно в Белоруссии и, в меньшей степени, на Украине и в Литве. Большая часть евреев-партизан были беженцами из гетто. Всего в странах Восточной Европы историки насчитали примерно 100 еврейских партизанских отрядов.

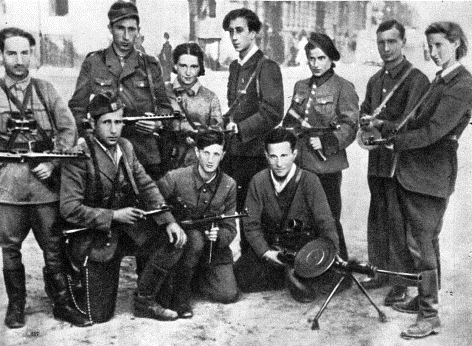
Подпольщики вильнюсского гетто. В центре стоит поэт и командир подполья Абба Ковнер

Самый крупный партизанский отряд, целиком состоявший из евреев, был создан братьями Бельскими в 1941 году после вторжения немецких войск в Белоруссию и массовых расправ над еврейским населением. Отряд действовал до окончания оккупации Белоруссии в 1944 году и насчитывал к концу войны 1 230 человек, в том числе 350 вооружённых бойцов. Известность получил также еврейский партизанский отряд 106 Шолома Зорина, насчитывавший 600 человек, в том числе 137 — боевая рота, остальные гражданские (в основном женщины и дети). Первым заместителем начальника Белорусского штаба партизанского движения был секретарь ЦК КПБ Григорий Эйдинов, двое евреев были командирами партизанских бригад.
К 1 апреля 1943 года на территории генерального округа «Литва» действовали 29 советских партизанских отрядов общей численностью в 199 человек, состоявших в основном из бежавших из гетто и концлагерей евреев. К лету 1944 года численность еврейских партизанских отрядов в Литве составляла 700 человек. Среди командиров известны Генрих Зиманас, Абба Ковнер, Хаим Елин и Иосиф Глазман. По мнению Ильи Альтмана общая численность еврейских партизан в Литве превышала 1000 человек. Около 1 500 евреев воевали в еврейских группах и отрядах на Украине. 26 украинских евреев командовали партизанскими отрядами и соединениями. Общая численность евреев-партизан на Украине была около 4 000 человек, из них в книге С. Елисаветинского «Полвека забвения. Евреи в движении Сопротивления и партизанской борьбе в Украине (1941—1944)» приведены поимённые списки в количестве 2000. По подсчётам Эммануила Иоффе в Белоруссии в рядах партизан и подполья в 1941—1944 годах сражалось 15300 евреев.
В 70 чисто еврейских партизанских отрядах на территории СССР воевало примерно 4 000 человек. Всего в партизанских отрядах на территории СССР насчитывалось до 49 тысяч евреев.
В Варшавском и некоторых других польских гетто действовала подпольная Еврейская боевая организация. В Центральной Польше действовало 27 еврейских и 13 смешанных партизанских отряда, в которых евреи составляли не менее трети. Масштабы партизанского движения в Польше были значительно меньше чем на территории СССР, поскольку бежавших из гетто евреев часто убивали местные националисты, а к тому времени когда на территории Польши развернулось мощное партизанское движение, большинство евреев было уже уничтожено. Известность после войны получил командир еврейского партизанского отряда Йозеф Серчук.
В рядах французского Движения сопротивления была создана «Еврейская боевая организация» (фр. Organisation Juive de Combat). «Еврейская боевая организация» провела около 2000 боевых операций, в том числе 750 диверсий на железной дороге и 32 взрыва на военных заводах. Среди шести основателей движения «Либерасьон-Сюд» трое были евреями, организацией «Фран-тирёр» (Вольный стрелок) командовали Жан-Пьер Леви, Йозеф Эпштейн («полковник Жиль») и З. Готесман («капитан Филипп»). Одним из руководителей Сопротивления в Лионе был известный историк и капитан французской армии Марк Блок. Он был арестован гестапо и казнён после пыток 16 июня 1944 года.
Немало было евреев среди членов Компартии Франции. Среди погибших членов коммунистического подполья — А. Сузин, Ж. Мейхлер, Л. Браславский, Ж. Яфо, С. Иткин и другие. Среди 23 казнённых нацистами членов знаменитой рядом диверсий против оккупантов группы Мисака Манушяна 11 подпольщиков были евреями.
В партизанских отрядах во Франции не менее 20 % были партизаны-евреи. В партизанской южной зоне под именем «Регина» воевала и погибла в июле 1944 года Сарра Кнут (урождённая Ариадна Скрябина), жена еврейского поэта и создателя первой во Франции группы Сопротивления «Еврейский бастион» Довида Кнута. Посмертно она награждена военным крестом и медалью Сопротивления, памятник Сарре Кнут установлен в Тулузе
По разным оценкам от 1300 до 2000 евреев Греции в 1941 году вступили в партизанские отряды и воевали с оккупантами. По данным Краткой еврейской энциклопедии к 1943 году в Салониках и Фессалии были сформированы отдельные еврейские партизанские отряды, однако партизан Иосиф Матсас утверждает, что отдельных еврейских подразделений среди греческих партизан не было. В Афинах и ряде других греческих городов действовало еврейское подполье. Еврейские партизаны получили благодарность фельдмаршала Генри Вильсона, командующего войсками союзников на Ближнем Востоке, за помощь в освобождении Греции от немецкой оккупации.
На территории Словакии с 1942 активизировалось партизанское движение, в составе которого насчитывалось примерно 2500 евреев. В рядах участников Словацкого восстания воевало около 1200—1500 евреев. Одним из руководителей восстания был Рудольф Сланский, видными участниками — Фридрих Гильфрайх (Горный) и Иосиф Долина. Отдельным еврейским партизанским отрядом командовал Александр Бахнар, под его командой было около 300 бойцов. В отряде Бахнара была единственная во всей Европе отдельная «кошерная рота» из верующих евреев-ортодоксов В рядах восставших сражались 5 еврейских парашютистов из Палестины, четверо из них погибли. Существовало несколько отдельных еврейских подпольных и партизанских организаций.
Значительную часть партизанского движения в Югославии составляли евреи. В рядах партизан сражались 4572 еврея, из них 3000 — в боевых частях. В составе НОАЮ действовал еврейский батальон, сформированный 9 сентября 1943 года из добровольцев, освободившихся из концентрационного лагеря на острове Раб. В числе первых присоединился к югославским партизанам известный интеллектуал и деятель коммунистической партии Югославии Моше Пьяде, который впоследствии стал ближайшим помощником Иосипа Тито. Десять евреев были удостоены звания Народного героя Югославии. Среди них кроме Моше Пьяде были также Исидор Барух, Павел Горанин, Нисим Албахари, Самуэль Лерер, Роберт Домани, Илья Энгель, Павле Пап, Адольф Штейнбергер и Эстер Овадия. Семеро из них удостоены звания посмертно.

### Восстания в гетто и концлагерях

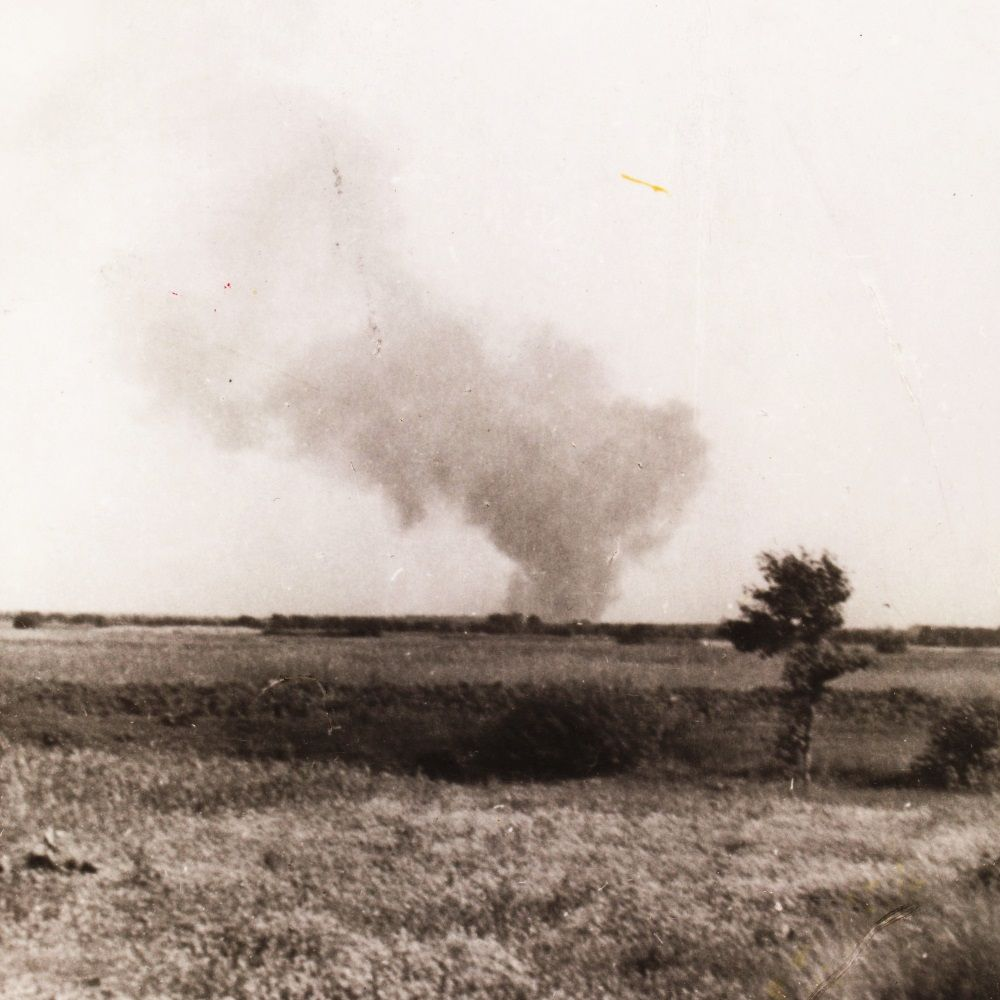
Дым над лагерем смерти Треблинка во время восстания в августе 1943 года

В ряде гетто и концлагерей существовали подпольные организации, в некоторых из них узникам удавалось добыть холодное и огнестрельное оружие. Обычно восстание в гетто было приурочено к очередной акции уничтожения или депортации в лагеря смерти. Самым известным и продолжительным стало восстание в Варшавском гетто, которое продолжалось целый месяц. Немцам пришлось применить против восставших танки, артиллерию и авиацию.
Восстания узников концлагерей были редкими, так как условия содержания были самые тяжёлые и возможности добыть оружие почти не было. Единственное успешное за всю историю войны восстание в лагере смерти произошло на территории оккупированной Польши — в Собиборе.

## Замалчивание в СССР
Кроме замалчивания Холокоста, в советской историографии не освещались и такие темы как антисемитизм среди советского населения на оккупированных территориях и партизан, а также участие евреев в сопротивлении оккупантам. Причины были те же, что и в случае замалчивания Холокоста — не допустить сомнения в представлении о «едином советском народе» до и во время войны и не допустить распространения информации, что немецкая пропаганда против евреев оказалась действенной и имела отклик у части населения на оккупированной территории.
Так, в 8 томе Белорусской советской энциклопедии, изданном в 1975 году, в статье о партизанах участие евреев в партизанском движении было скрыто под графой «другие национальности»: при упоминании грузин, армян, татар, адыгейцев и якутов, которых были считанные единицы, не было упоминания о десятках тысяч еврейских партизан. В 1983 году в справочнике «Партизанские формирования Белоруссии в годы Великой Отечественной войны» при указании численности партизан различных национальностей в разных отрядах, к примеру, в бригаде «За Советскую Белоруссию» Барановичской области среди 962 партизан было указано белорусов 495, русских — 237, украинцев — 30 и «других национальностей» — 200 человек. Таким образом, была скрыта информация о 127 евреях в этой бригаде. Даже в 1990 году в специальной энциклопедии «Беларусь у Вялікай Айчыннай вайне 1941—1945 гг.» были указаны имена представителей разных национальностей, при этом нет имён евреев — командиров и организаторов партизанского движения.
С 1942 года началось замалчивание заслуг евреев-фронтовиков, в том числе по общему количеству награждённых, количеству Героев Советского Союза и т. п. Это происходило в том числе по прямому указанию руководителя Управления пропаганды и агитации ЦК ВКП(б) Александра Щербакова, который, в частности, выражал претензии Илье Эренбургу за описание в прессе героизма евреев.

## Отражение в литературе
Историк Карл Щулькин (англ. Carl Р. Schulkin) отметил тезис писателя Рашке в послесловии к изданию 1995 года книги «Побег из Собибора», что многие авторы, пишущие о Холокосте, искажают реальную историю, изображая евреев исключительно в качестве жертвы, «как покорное стадо идущих на бойню овец». «Побег из Собибора» бросает вызов такому подходу, напоминая о тех, кто боролся и сражался. Щулькин согласился с аргументами Рашке и призвал преподавателей истории пересмотреть свой взгляд на роль еврейского Сопротивления.